# Kazimierz Człapka
Kazimierz Antoni Człapka vel Michał Lina vel Zygmunt Kowalski pseud.: Lina, Pionek, Sokół (ur. 19 lutego 1918 w Poznaniu, zm. 20 kwietnia 1988 w Folkestone (Wielka Brytania)) – żołnierz Wojska Polskiego II RP, Polskich Sił Zbrojnych na Zachodzie i Armii Krajowej, porucznik radiotelegrafista lotnictwa, uczestnik Powstania Warszawskiego, cichociemny. Znajomość języków: angielski. Zwykły Znak Spadochronowy nr 0322, Bojowy Znak Spadochronowy nr 1571.

## Życiorys
Urodził się w rodzinie Stanisława, robotnika kolejowego, i Marii z domu Halonka. Uczył się m.in. w Gimnazjum im A. Mickiewicza w Poznaniu, następnie w Gimnazjum Prywatnym im. I. Paderewskiego. Od 1 lipca 1939 roku uczestnik kursu rekruckiego w Szkole Podoficerów Lotnictwa dla Małoletnich w Świeciu nad Wisłą (Ośrodek Wyszkolenia Ziemnego). Od 15 sierpnia 1939 roku służył jako mechanik 211 eskadry bombowej.
W kampanii wrześniowej 1939 roku nadal jako mechanik 211 Eskadry Bombowej 1 Pułku Lotniczego. 19 września przekroczył granicę polsko-węgierską, internowany. 13 lutego 1940 roku uciekł, przez Bałkany dotarł do Francji, w Lyonie wstąpił do  Polskich Sił Powietrznych.  Po klęsce Francji ewakuowany, m.in. brytyjską łodzią podwodną, do Glasgow (Wielka Brytania). Od 18 lipca 1940 roku ponownie w PSP, pod dowództwem brytyjskim, numer służbowy  RAF P-3047.
Od 1 sierpnia 1940 roku uczestniczył w szkoleniu radiotelegrafistów w bazie lotniczej Blackpool, następnie od 21 marca 1941 roku był uczestnikiem kursu radiotelegraficznego w bazie RAF Yatesbury. Od 19 lipca do 16 sierpnia 1941 roku uczestnik kursu strzelców pokładowych (samolotowych) w bazie RAF West Freugh, od 18 sierpnia 1941 roku uczestnik kursu operacyjnego dla załóg bombowców w Bramcote. Od 1 kwietnia 1942 do lutego 1943 roku jako strzelec radiotelegrafista służył w 301 dywizjonie, w którym wykonał loty operacyjne (Brema, Hanower) oraz 17 lotów bojowych. Odznaczony Krzyżem Walecznych. W kwietniu 1942 roku awansowany na stopień kaprala, ze starszeństwem od 1941 roku.
Zgłosił się do służby w kraju. Został przeszkolony ze specjalnością w radiotelegrafii i dywersji na kursach specjalnych dla kandydatów na cichociemnych, m.in. spadochronowym, walki konspiracyjnej (kurs „0"), odprawowym (STS 43, Audley End), i in. Zaprzysiężony na rotę ZWZ/AK 24 czerwca 1942 w Londynie przez szefa Oddziału VI (Specjalnego) Sztabu Naczelnego Wodza, awansowany na stopień plutonowego 21 grudnia 1942 roku.
Skoczył ze spadochronem do okupowanej Polski w nocy 19/20 lutego 1943 roku w sezonie operacyjnym „Intonacja”, w operacji lotniczej „Spokeshave”, z samolotu Halifax DT-620 „T” (138 Dywizjon RAF) na placówkę odbiorczą „Pies” 712 (kryptonim polski, brytyjskie oznaczenie numerowe pinpoints), w okolicach miejscowości Radzice, 9 km od Odrzywołu. Razem z nim skoczyli: sierż. Piotr Nowak ps. Oko, ppor. Czesław Pieniak ps. Bór oraz kurier polityczny ppor. Jerzy Lerski ps. Jur.
Po aklimatyzacji do realiów okupacyjnych przydzielony do Wydziału Lotnictwa Oddziału III Komendy Głównej Armii Krajowej jako radiotelegrafista, następnie w Oddziale V Łączności – w kompanii „Orbis” KG AK. Szkolił radiotelegrafistów, uczestniczył jako radiotelegrafista w rejonie placówek odbiorczych (zrzutowych) w przyjęciu Cichociemnych: 3/4 kwietnia 1944 roku, operacja „Weller 5”, placówka „Pierzyna” oraz 8/9 kwietnia 1944 roku, operacja „Weller 6”, placówka odbiorcza: Nil 1.
W powstaniu warszawskim został przydzielony jako radiotelegrafista radiostacji „Wanda” 23A na Żoliborzu (I Obwód „Żywiciel” Okręgu Warszawa Armii Krajowej – kompania sztabowa – pluton 228). W czasie walk był ranny. Po upadku powstania na Żoliborzu w niemieckiej niewoli, m.in. w stalagach: III A Luckenwalde, XB Sandbostel, oflagu XC w Lubece. 2 maja 1945 roku uwolniony przez wojska brytyjskie.
11 maja 1945 roku zameldował się w Oddziale VI Sztabu Naczelnego Wodza, przydzielony do bazy Polskich Sił Powietrznych w Dunholme Lodge. Awansowany na stopień porucznika 20 lutego 1946 roku. Zdemobilizowany 20 września 1947.
Pozostał na emigracji w Wielkiej Brytanii. Wstąpił do Royal Air Force, służył na Cyprze, następnie w Rodezji, Singapurze oraz na Borneo. Przeszedł na emeryturę w roku 1973. Zmarł 20 kwietnia 1988 roku w Folkestone. Jego prochy zostały rozsypane na Hawkinge Cemetery.
W 1946 roku ożenił się z Janiną Madej (ur. 1923), z którą miał dwoje dzieci: Wandę (ur. 1947) i Andrzeja (ur. 1950).
Był autorem wspomnień pt. Czemu nie? Tarapaty radiotelegrafisty opublikowanych w książce Drogi cichociemnych ... (1954).

## Awanse
- kapral – w 1942 roku, ze starszeństwem od 1941 roku
- podporucznik czasu wojny – zweryfikowany ze starszeństwem od 9 sierpnia 1945 roku
- porucznik – 20 lutego 1946 roku.

## Odznaczenia
- Krzyż Walecznych – czterokrotnie
- Medal Lotniczy – trzykrotnie
- Odznaka za Rany i Kontuzje